# Євреї в Естонії
Історія євреїв Естонії простежується починаючи з 14 століття. Збереглися рукописи, що підтверджують цю дату. Однак постійні єврейські поселення з'явилися в Естонії значно пізніше – в 19 столітті. У 1865 році законом російського царя Олександра II євреям було надано офіційне право на в'їзд в регіон. Це дозволило так званим " єврейським "солдатам Ніколаса" (часто колишнім кантоністам) та їх нащадкам, купцям першої гільдії, ремісникам і євреїв з вищою освітою селитися як в Естонії, так і в інших частинах Російської імперії (за межами території, що визначає прийняту в ті роки "смугу осілості"). Представники цих груп і стали засновниками перших єврейських громад в Естонії. Талліннська громада, найбільша в Естонії, заснована в 1830 році. В 1866 році в Тарту оселилися перші п'ятдесят сімей, на зборах було оголошено про створення нової громади. Були побудовані синагоги, найбільші – в Таллінні в 1883 році і в Тарту в 1901 році. Обидві вони згодом були зруйновані під час Другої світової війни.
Єврейське населення селилося і в інших естонських містах, де були зведені молитовні будинки (в Валге, Пярну і Вільянді). Були відкриті школи для вивчення Талмуда, в 1880 році в Таллінні організовуються школи з початковими класами, з'являються єврейські кладовища. Більшість єврейського населення в той час складалося з дрібних торговців та ремісників; дуже мало хто навчався, отже, єврейське культурне життя відставало. Ситуація почала змінюватися наприкінці 19-го століття, коли кілька євреїв надійшли в Тартуський університет, з'явилася єврейська інтелігенція, що сприяла пожвавленню єврейської культури, освіти. У 1917 році в Тарту з'явився єврейський драматичний клуб.

## Єврейська автономія в незалежній Естонії
Близько 200 євреїв воювали під час війни за незалежність (1918-1920 роки) в період створення Естонської Республіки. 70 бійців з них були добровольцями.
Створення Естонської Республіки в 1918 році поклало початок нової ери у житті євреїв. З перших днів свого існування як держави Естонія показала терпимість по відношенню до всіх етнічних і релігійних меншин. Це підготувало ґрунт для енергійного зростання в політичній і культурній діяльності єврейського суспільства. На першому естонському з'їзді єврейських громад (11-16 травня 1919 року) обговорені нові обставини єврейського життя. Саме тоді народилися ідеї про культурну автономію і появу єврейської гімназії (середньої школи) в Таллінні. Стали розростатися єврейські спільноти та асоціації. Найбільше з нових спільнот було Товариство літератури і драматургії Х.Н. Бджелика в Таллінні, засноване в 1918 році. Товариства і клуби були відкриті також у Вільянді, Нарві і в інших місцях.

## 20-ті роки двадцятого століття
У 1920 році засновано спортивне товариство «Маккабі», яке незабаром стало відоме своїм прагненням заохочувати спортивні змагання серед євреїв. Крім того, євреї брали активну участь у спортивних заходах і в Естонії, і за кордоном. Сара Тейтельбаум була 17-кратною чемпіонкою Естонії в легкій атлетиці. У 1930-х роках близько 100 євреїв навчалося в університеті Тарту: 44 вивчали юриспруденцію і 18 – медицину. У 1934 році в Школі філософії створена кафедра для вивчення юдаїки. В Тарту з'явилися п'ять єврейських студентських товариств. Всі вони мали свої власні бібліотеки і грали важливу роль в єврейській культурі та суспільному житті.
З'являються сіоністські молодіжні політичні організації, такі як Хашомер Хазейр і Бейтар. Значна частина єврейської молоді відправляється в Палестину для створення єврейської держави. У створенні кібуців Кфар Блюм і Ейн Гев брали участь естонські євреї.
12 лютого 1925 року уряд Естонії прийняв закон про культурну автономію меншин. Єврейська громада швидко підготувала заяву про культурну автономію. Були зібрані статистичні дані про єврейських громадян. Їх налічувалося 3045 осіб при мінімальних вимогах 3000 (для створення культурної автономії). У червні 1926 року Єврейську культурну раду обрано і Єврейська культурна автономія оголошена. Адміністративний орган цієї автономії – Комісія по єврейській культурі, очолювана Хірш Айзенштадт, проіснувала в Естонії до приходу радянських військ в 1940 р. Коли німецькі війська зайняли Естонію в 1941 році, Айзенштадт евакуювався в Росію. Він повернувся, коли німці пішли з Естонії, але був заарештований радянською владою в 1949 році.
Культурна автономія меншин – виняткове явище в історії європейської культури. Таким чином, Єврейська культурна автономія представляє великий інтерес для світової єврейської громади. Єврейський Національний фонд Керен Кеджемент представив естонському уряду сертифікат подяки за це.
Культурна автономія надавала повний контроль над освітою членів громади. З 1926 року іврит почав замінювати російську в єврейській громадській школі в Таллінні, у 1928 році його суперником в школі став ідиш.
Толерантній політиці Естонської Республіки по відношенню до євреїв присвячена сторінка в Золотій книзі Єрусалиму (1927 рік)

## 30-ті роки двадцятого століття
У 1934 році в Естонії проживали 4381 євр. (0,4 відсотка населення). 2203 з них жили в Таллінні. Інші міста проживання – Тарту (920), Валга (262), Пярну (248), Нарва (188) і Вільянді (121). 31% євреїв працювали в торгівлі, 24% у сфері послуг, 14,5% – ремісниками, 14% мали робочі спеціальності. Їм належало кілька великих підприємств шкіряної і кушнірською промисловості, вони займалися збереженням лісових угідь. Було створено товариство торговців і промисловців. Таллінн і Тарту пишалися існуванням єврейських кооперативних банків. 9,5% єврейського населення працювали позаштатно. Більшість з них були лікарі (існувало товариство єврейських лікарів), фармацевти і ветеринари. 4.11% єврейського населення мали вищу освіту, 37% – середню і 33% – початкову. 18% з них отримали домашню освіту.
Єврейська община створила свою власну систему соціального забезпечення. Єврейське товариство Гудвіл Талліннської Конгрегації зробило їх бізнесом, щоб контролювати і виконувати амбіції цієї системи. Рабином Таллінна в той час був д-р Гомерь. У 1941 році під час німецької окупації підданий гонінням і убитий. В Тарту Союз єврейської допомоги діяв активно, такі союзи були створені в Нарві, Валге і Пярну.
У 1933 році вплив націонал-соціалізму балтійських німців став викликати занепокоєння. Нацизм був оголошений поза законом як рух, що заважає соціальному порядку. Культурна німецький рада розпущена, а націонал-соціаліст Віктор фон Мюлен, обраний членом Балтійської німецької партії, змушений піти у відставку. Всі матеріали, що висміюють євреїв, були заборонені наказом Державного старійшини Костянтина Пеца як такі, що розпалюють ненависть. Був закритий журнал націонал-соціалістів "Вальвур". 
У тому ж році створений факультет юдаїки в Тартуському університеті. Лазар Гулькович, колишній професор Лейпцизького університету, був призначений першим професором університету, Головою досліджень з питань юдаїки і почав викладати в 1934 році.
У 1936 році британська єврейська газета "Єврейська хроніка" після візиту до Таллінна одного з журналістів повідомила:
"Естонія – єдина країна у Східній Європі, де ні уряд, ні люди не практикують будь-якої дискримінації євреїв, і де євреям дали спокій... Культурна автономія, надана естонським євреям десять років тому, все ще залишається в силі, і євреям дозволено вести вільне і безпечне життя, дана можливість жити у відповідності зі своїми національними і культурними засадами».
У лютому 1937 року, коли антисемітизм в інших країнах Європи досяг свого піку, віце-президент єврейської громади Генріх Гуткін призначений президентським указом в Естонії членом верхньої палати естонського парламенту.

## Друга світова війна
Життя маленької єврейської громади в Естонії зруйноване в 1940 році після радянської окупації Естонії. Культурна автономія разом з усіма її установами ліквідована в липні 1940 р. В липні і серпні того ж року всі організації, асоціації, товариства і корпорації були закриті. Єврейські компанії націоналізовані. Відносно велика кількість євреїв (350-450 осіб, близько 10% від усього єврейського населення) депортована в табори для військовополонених Росії 14 червня 1941 року.

## Голокост в Естонії
Німецька карта, що показує число єврейських страт, здійснених айнзацгрупою A., дає такі цифри: 
- Естонія – 963 страти
- Латвія – 35 238 страт
- Литва – 136.421 страт
- Білорусь – 41 828 страт
- Росія – 3600 страт
- У нижній частині карти подана примітка: "За попередніми оцінками, число євреїв, які ховаються досі, – 128000".

Понад 75% єврейської громади Естонії, знаючи про долю, що їх чекає у випадку, якщо їм не вдасться знайти притулок у Радянському Союзі, бігли в цю країну; практично всі, хто залишився (950–1000 чоловіків, жінок і дітей), були вбиті наприкінці 1941 року. Серед них – єдиний рабин Естонії; професор юдаїки Тартуського університету; євреї, покинули єврейську громаду і думаючи, що це їм допоможе. Менше десятка естонських євреїв, як відомо, пережили війну в Естонії.
Облави і вбивства євреїв почалися відразу після прибуття перших німецьких військ в 1941 році. Безжалісним знищенням займався загін зондеркоманди 1a під керівництвом Мартіна Зандбергера, частина айнзацгрупи А на чолі з Вальтером Стехлекером. Подальші арешти і страти німці продовжили при сприянні місцевих колабораціоністів за допомогою місцевих співробітників поліції по всій території Естонії. Стандартне виправдання, що використовується для опису операцій "зачистки", – арешт "через комуністичну діяльність». Це рівняння євреїв з комуністами давало естонській поліції можливість визначати, чи дійсно затриманий підтримував комунізм. Естонці іноді намагалися стверджувати, що їх єврейські колеги і друзі не були комуністами. В окремих випадках бажаючи допомогти затриманому представляли докази його про-естонської поведінки.  Антон Вейс-Вендт у своїй дисертації «Вбивство без ненависті: естонці, Голокост і проблема співпраці», написаної на основі доповідей інформаторів окупаційної влади, доводив, що естонці взагалі не вірили нацистській антисемітській пропаганді, багато зберігали позитивну думку про євреїв. Естонія була оголошена «очищеною від євреїв» досить швидко – 20 січня 1942 року на Ванзейській конференції. Єврейське населення Естонії було невеликим (близько 4500), і більшості вдалося втекти в Радянський Союз до того, як прийшли німці. Практично всі інші (921 особа, за словами Мартіна Зандбергера, 929 – відповідно з доказами Євгенії Горіної і 963 згідно з твердженнями Вальтера Шталекера) були вбиті. Нацистський режим створив в Естонії 22 концентраційних і трудових табори для іноземних євреїв, найбільш великий – Вайвара. Кілька тисяч іноземних євреїв вбиті в таборі Калев-Лійва. Приблизно 10000 євреїв вбиті в Естонії після того, як були депортовані зі Східної Європи.
Відомі імена двох естонців, які удостоєні звання Праведників народів світу: Мазінга Уку і його дружина Еха.

## Радянський період
Четверо естонців, відповідальних за вбивства в Калев-Лійва, звинувачували у військових злочинах в 1961 році. Двоє з них були згодом страчені; іншим вдалося уникнути покарання.
З 1944 по 1988 рік естонська єврейська громада не мала організацій, асоціацій, клубів.

## Сучасна Естонія
У березні 1988 року почався процес відновлення незалежності Естонії. Єврейське культурне товариство створюється в Таллінні. Суспільство організовує концерти та лекції. Незабаром постало питання про необхідність створення єврейської школи. Як перший крок у 1989 році створена недільна школа. Талліннська єврейська спортивна гімназія на вулиці Кару в даний час використовується як професійно-технічне училище. У 1990 році створена єврейська школа з 1 по 9 класи.
Єврейські культурні клуби відкриваються в Тарту, Нарві і Кохтла-Ярве. З'являються різні єврейські організації, починають діяти курси по вивченню івриту. Відносно велика бібліотека відкрита за сприяння Ізраїлю та єврейських громад інших країн.
Кількість різноманітних культурних заходів продовжує зростати. Єврейське культурне товариство є членом Союзу народів Естонії і одним з його засновників. Відновлення незалежності Естонії у 1991 році призвело до численних політичних, економічних і соціальних змін. Євреї, що живуть в Естонії, тепер можуть захищати свої права як національної меншини. Єврейська громада офіційно визнана, її статут затверджений 11 квітня 1992 року. Естонія відновила своє традиційно дружнє ставлення до євреїв. У жовтні 1993 року в Естонії прийнятий Закон про автономію, заснований на початковому Культурному Законі про автономію 1925 року. Цей закон надає народам меншин, таким як євреї, юридичні гарантії збереження їхньої національної самобутності.
16 травня 2007 року відкрита нова синагога в Таллінні. Тут знаходяться святилище, міква і ресторан.

## Демографія
В Естонії завжди було відносно невелике єврейське населення. На відміну від багатьох інших європейських країн, єврейське населення Естонії досягло максимуму тільки після Другої світової війни – майже п'ять з половиною тисяч осіб у 1959 році. Потім почалося неухильне зниження. У дев'яності роки багато естонських євреїв емігрували в інші країни, в основному в Ізраїль і США.